# Antonio Machado
Pour les articles homonymes, voir Machado et Ruiz.
Œuvres principales
- Solitudes (Soledades) (1903)
- Champs de Castille (Campos de Castilla) (1912)
- Juan de Mairena (1936)

Antonio Cipriano José María Machado Ruiz, plus connu sous le nom dʼAntonio Machado, né le 26 juillet 1875 à Séville (Andalousie) et mort le 22 février 1939 à Collioure (Pyrénées-Orientales, France), est un poète espagnol. Il est l'une des figures du mouvement littéraire espagnol de la Génération de 98. D’après le Petit Larousse, il mélange « la rêverie mélancolique et raffinée à l'inspiration terrienne ».

## Biographie
Antonio Machado naît à Séville le 26 juillet 1875. Il est le fils du folkloriste andalou Antonio Machado Álvarez (es), dit « Demófilo », et le  frère de Manuel, né un an avant, également poète (et dramaturge) et de José (es), peintre. Il est aussi le neveu de l'écrivain romantique Agustín Durán.

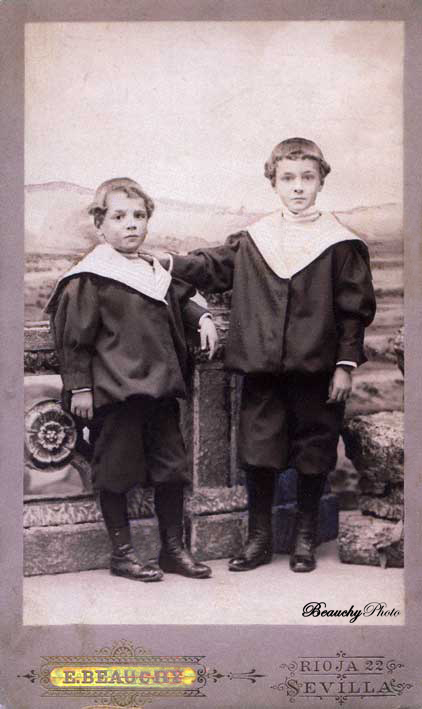
Antonio et Manuel Machado en 1883.

Sa famille s'installe à Madrid en 1883 et les deux frères rejoignent l'Institution libre d'enseignement. Durant trois ans, et avec l'encouragement de ses professeurs, Antonio se découvre une passion pour la littérature. Il perd son père en 1893, alors qu'il n'a que 17 ans. Il fait plusieurs métiers, dont celui d'acteur. En 1899, il se rend à Paris avec son frère, qui avait obtenu un emploi de traducteur à la maison Garnier. Il entre alors en contact avec les poètes Jean Moréas et Paul Fort, et d'autres figures de la littérature contemporaine, dont Rubén Darío et Oscar Wilde. Ces rencontres confortent Machado dans sa décision de devenir lui-même poète.
En 1901, il publie ses premiers poèmes, dans le journal littéraire Electra. Son premier livre de poésies est publié en 1903 sous le titre Soledades. Une nouvelle édition complétée paraîtra en 1907 sous le titre Soledades. Galerías. Otros Poemas.
La même année, Machado se voit offrir une place de professeur de français à Soria. Il y rencontre Leonor Izquierdo Cuevas, avec laquelle il se marie en 1909. Il avait 34 ans et Leonor 15 seulement. Le couple se rend de nouveau à Paris en 1911. Pendant l'été cependant, Leonor, atteinte de tuberculose, doit retourner en Espagne où elle meurt le 1er août 1912, quelques semaines après la publication de Campos de Castilla. Très affecté, Machado quitte Soria pour ne jamais y retourner. Il va vivre à Baeza, dans la province de Jaén, en Andalousie, où il reste jusqu'en 1919. Une nouvelle édition de Campos de Castilla est publiée en 1916, incluant des poèmes relatifs à la mort de Leonor.
Entre 1919 et 1931, Machado est professeur de français à Ségovie, plus proche de Madrid, où habitait son frère. Les deux frères se rencontrent régulièrement et collaborent dans de nombreuses pièces de théâtre à succès. Il a une liaison  secrète avec Pilar de Valderrama (es), une femme mariée, qu'il évoque dans ses poèmes sous le nom de Guiomar. En 1931, il proclame la République à Ségovie, en hissant le drapeau républicain sur l’hôtel de ville de Ségovie au son de La Marseillaise. Antonio Machado a aussi des préoccupations philosophiques et incline à l'édification morale. De là viennent des séries d'apophtegmes et de brefs essais qu'il publie à la veille de la Guerre civile d'Espagne sous les noms d'Abel Martín et de Juan de Mairena.
Lorsqu'éclate la Guerre civile d'Espagne, en juillet 1936, Antonio Machado est à Madrid. Il se trouve séparé pour toujours de son frère, qui vivait en zone nationaliste et avait choisi de soutenir le camp franquiste. Antonio, lui, met sa plume au service du parti républicain.
Il écrit un poème évoquant l'exécution de Federico Garcia Lorca  (El crimen fue en Granada). Machado est évacué avec sa mère, Ana Ruiz, et deux de ses frères, Joaquim et José, à Valence, puis en 1938 à Barcelone. À la chute de la Seconde République espagnole, ils sont contraints de fuir vers la France. Arrivé à Collioure, à quelques kilomètres de la frontière, épuisé, Antonio Machado y meurt le 22 février 1939, trois jours avant sa mère.
Antonio Machado est enterré à Collioure, tandis que Leonor a sa tombe à Soria.

## Hommages et reconnaissance

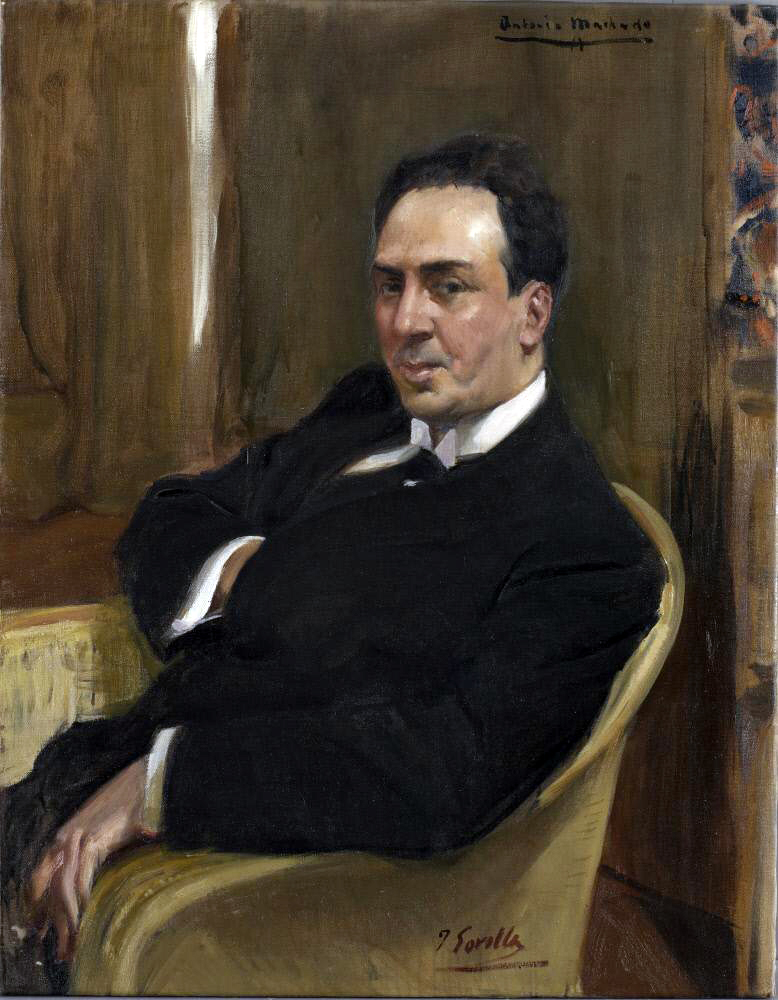
Antonio Machado en 1917, vu par Joaquín Sorolla. Hispanic Society of America (New York).

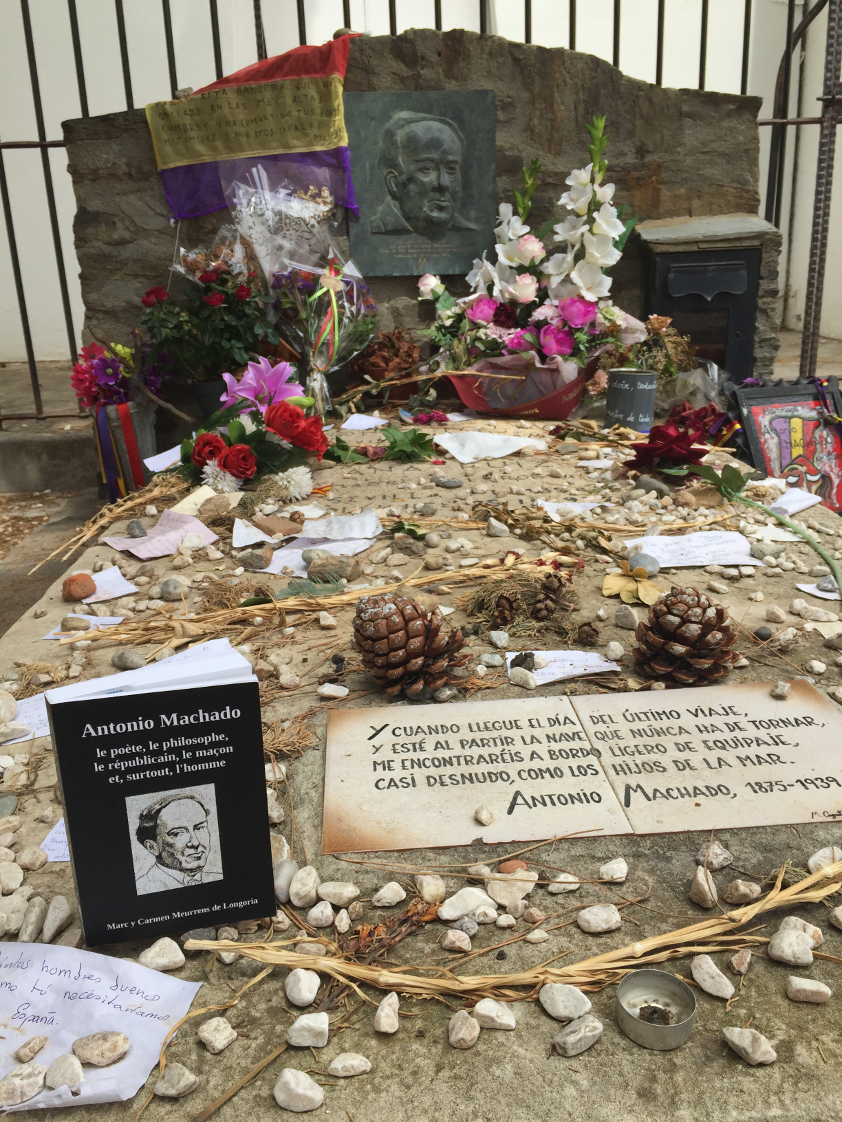
La tombe d'Antonio Machado à Collioure, édifiée à l'initiative du violoncelliste Pablo Casals.

- En 1927, il fut élu à l'académie royale espagnole, mais il finit par abandonner la rédaction de son discours de réception ainsi que le poste pour des raisons non connues avec certitude.
- En 1960, Louis Aragon lui rend hommage dans Les poètes (plus tard mis en musique et chanté par Jean Ferrat) :

Machado dort à Collioure
Trois pas suffirent hors d'Espagne
Que le ciel pour lui se fit lourd
Il s'assit dans cette campagne
Et ferma les yeux pour toujours.
- En 1962, le poète espagnol Ángel González publie dans son recueil Grado elemental un poème lui rendant hommage intitulé Camposanto en Colliure.
- En 1969, l'artiste espagnol Joan Manuel Serrat lui a également dédié l'un de ses albums, intitulé Dedicado a Antonio Machado, poeta, contribuant à la popularisation et à la reconnaissance de l'œuvre du poète.
- À Madrid, le Café Comercial, dont Antonio Machado était un habitué, lui a consacré une partie de son espace, l'appelant Rincón de don Antonio (« le coin de monsieur Antonio »).
- Hommage à Collioure soutenu par Louis Aragon, Simone de Beauvoir, Jean Cassou, Pablo Picasso et Jean-Paul Sartre grâce à l’organisation d'Elena de La Souchère[2].
- A Toulouse, une avenue près de l'université Jean Jaurès du Mirail a été baptisée Avenue Antonio Machado.
- En 2014, Serge Pey évoque la tombe d'Antonio Machado dans son livre La boîte aux lettres du cimetière. Entre le 16 et le 31 mai 2014, une marche de la poésie est organisée par le poète Serge Pey, entre l'avenue Antonio Machado de Toulouse et le cimetière de Collioure. CIAM / Chantier d'art provisoire de l'Université Toulouse-Jean Jaurès de Toulouse.
- Dans un recueil d'articles intitulé Un sacré gueuleton, l'écrivain américain Jim Harrison évoque à plusieurs reprises ses voyages à Collioure pour retrouver une valise prétendument perdue par Machado durant sa fuite et qui contiendrait des poèmes inédits.
- Le 24 février 2019, le chef du gouvernent espagnol, Pedro Sánchez rend hommage au poète au nom du peuple espagnol. Il dévoile une plaque portant l'inscription « Le gouvernement d’Espagne rend hommage au poète Don Antonio Machado, un des hommes les plus dignes et illustres, décédé il y a 80 ans en exil[3]. »
- La gare de trains à grande vitesse (AVE) de Ségovie a été baptisée Segovia Guiomar en hommage à Machado[4].
- La maison où Machado vécut durant son séjour à Ségovie, non loin de la Plaza Mayor, a été transformée en musée[5].

Une statue de bronze de Machado a été érigée sur la Plaza Mayor de Ségovie.

## Principales œuvres

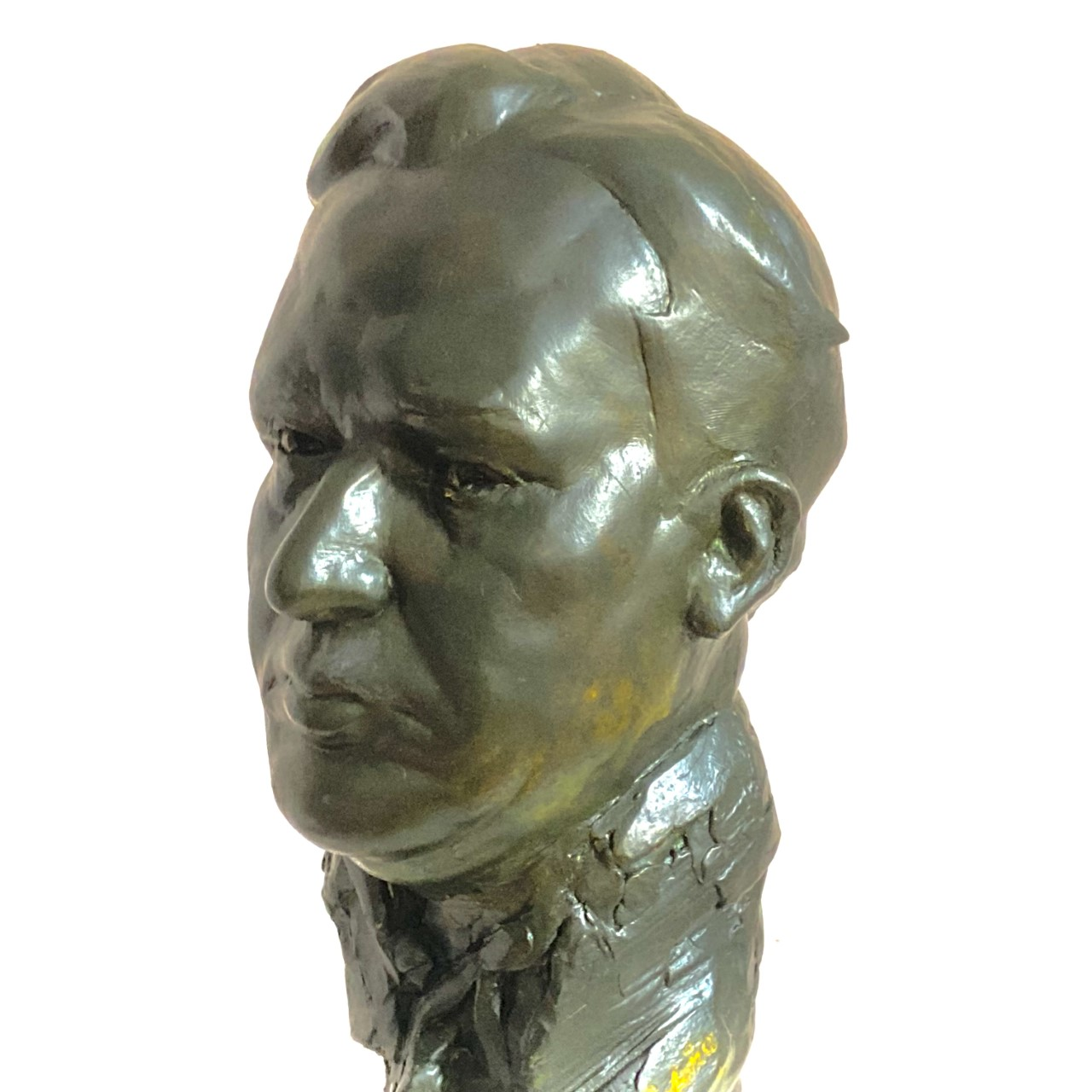
Portrait d'Antonio Machado, sculpture de Teddy Cobeña.

- Soledades (1903)
- Galerías. Otros poemas (1910)
- Campos de Castilla (1912)
- Poesías completas (1917)
- Nuevas canciones (1924)
- Poesías completas (1936)
- Juan de Mairena (1936)
- Noches de Castilla (1938)

## Éditions françaises
- Juan de Mairena, traduit de l'espagnol par Marguerite Léon et préfacé par Jean Cassou, Paris, Gallimard « NRF », 1955, 315 pages. Cette édition est la première à inclure la totalité de l’œuvre en prose à caractère philosophique intitulée Juan de Mairena. Dans plusieurs poèmes de l’auteur il est question d’un certain « professeur de rhétorique et de poétique » appelé Juan de Mairena et de son maître Abel Martín ; un peu comme dans le cas du poète portugais Fernando Pessoa, il s’agit d’une sorte d’hétéronyme de Machado lui-même, auquel il attribue des poèmes, des textes, des propos.
- Champs de Castille, Solitudes, Galeries et autres poèmes et Poésies de la guerre, traduits par Sylvie Léger et Bernard Sesé, préface de Claude Esteban, Paris, Gallimard, 1973; Paris, Gallimard, coll. Poésie, 1981.
- De l’essentielle hétérogénéité de l’être, traduit et présenté par Victor Martinez, Paris, Payot & Rivages, coll. Petite Bibliothèque Rivages Poche, no 391, 2003. Il s’agit là d’un volume recueillant les extraits de l’œuvre en prose à caractère philosophique intitulée Juan de Mairena.
- Juan de Mairena. Maximes, mots d’esprit, notes et souvenirs d’un professeur apocryphe, traduit de l’espagnol par Catherine Martin-Gevers, Paris, Anatolia/Éditions du Rocher, 2009, 442 pages.

### Filmographie
- 2018 : Serge Pey et la boîte aux lettres du cimetière, documentaire réalisé par Francis Fourcou